# Mantas Kuklys
Mantas Kuklys (* 10. června 1987, Litevská SSR, Sovětský svaz) je litevský fotbalový záložník a reprezentant.

## Klubová kariéra
V Litvě působil v klubech FK Šiauliai a Žalgiris Vilnius. Se Žalgirisem vyhrál A Lygu (v sezoně 2013) a litevský fotbalový pohár (2012, 2013). V roce 2011 hrál v belgickém KV Turnhout.
V lednu 2014 odešel z Žalgirisu společně se spoluhráčem Egidijusem Vaitkūnasem v rámci iniciativy Zelenobílý svět na hostování do českého klubu Bohemians Praha 1905. Zde debutoval v ligovém utkání 22. února 2014 proti 1. FK Příbram (porážka 0:1). Celkem odehrál do konce sezony 2013/14 za Bohemians 8 ligových utkání, gól nevstřelil.

## Reprezentační kariéra
V A-mužstvu litevské reprezentace debutoval 3. června 2012 na turnaji Baltic Cup proti Estonsku, utkání skončilo porážkou Litvy 0:1.